# Copelatus pachys
Copelatus pachys är en skalbaggsart som beskrevs av Guignot 1955. Copelatus pachys ingår i släktet Copelatus och familjen dykare. Inga underarter finns listade i Catalogue of Life.